# Legnicko-Głogowski Okręg Miedziowy
Legnicko-Głogowski Okręg Miedziowy (LGOM) (rzadziej Lubińsko-Głogowskie Zagłębie Miedziowe, Zagłębie Zachodnie, Zagłębie Miedziowe) – obszar przemysłowy w województwie dolnośląskim, złożony z 5 powiatów (głogowski, polkowicki, lubiński, legnicki, oraz miasto na prawach powiatu Legnica), zamieszkany przez ok. 0,5 mln mieszkańców.
LGOM jest głównym ośrodkiem przemysłu miedziowego w Polsce oraz jednym z największych ośrodków eksploatacji miedzi na świecie. Największym ośrodkiem LGOM jest miasto Legnica.

## Geografia

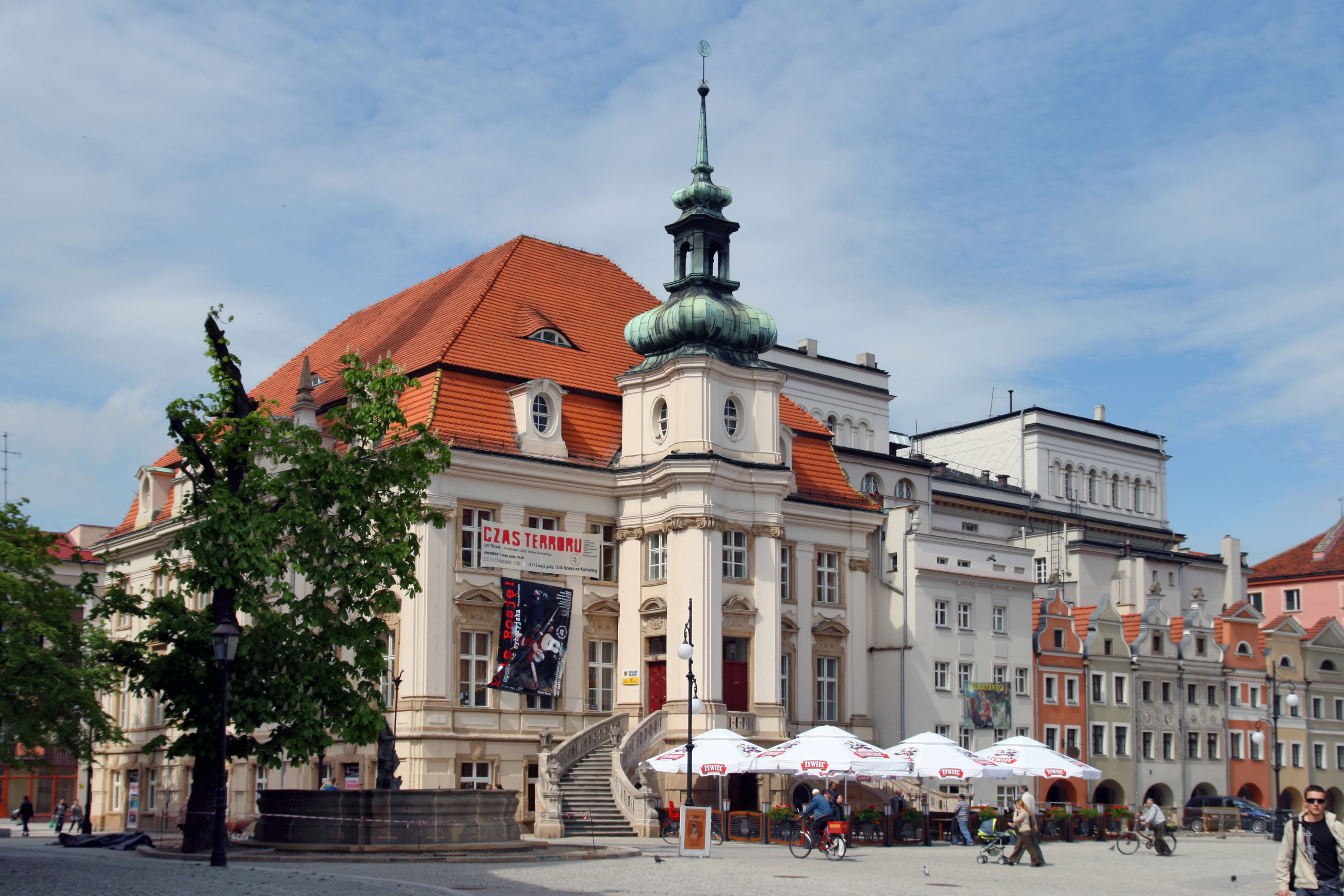
Legnica

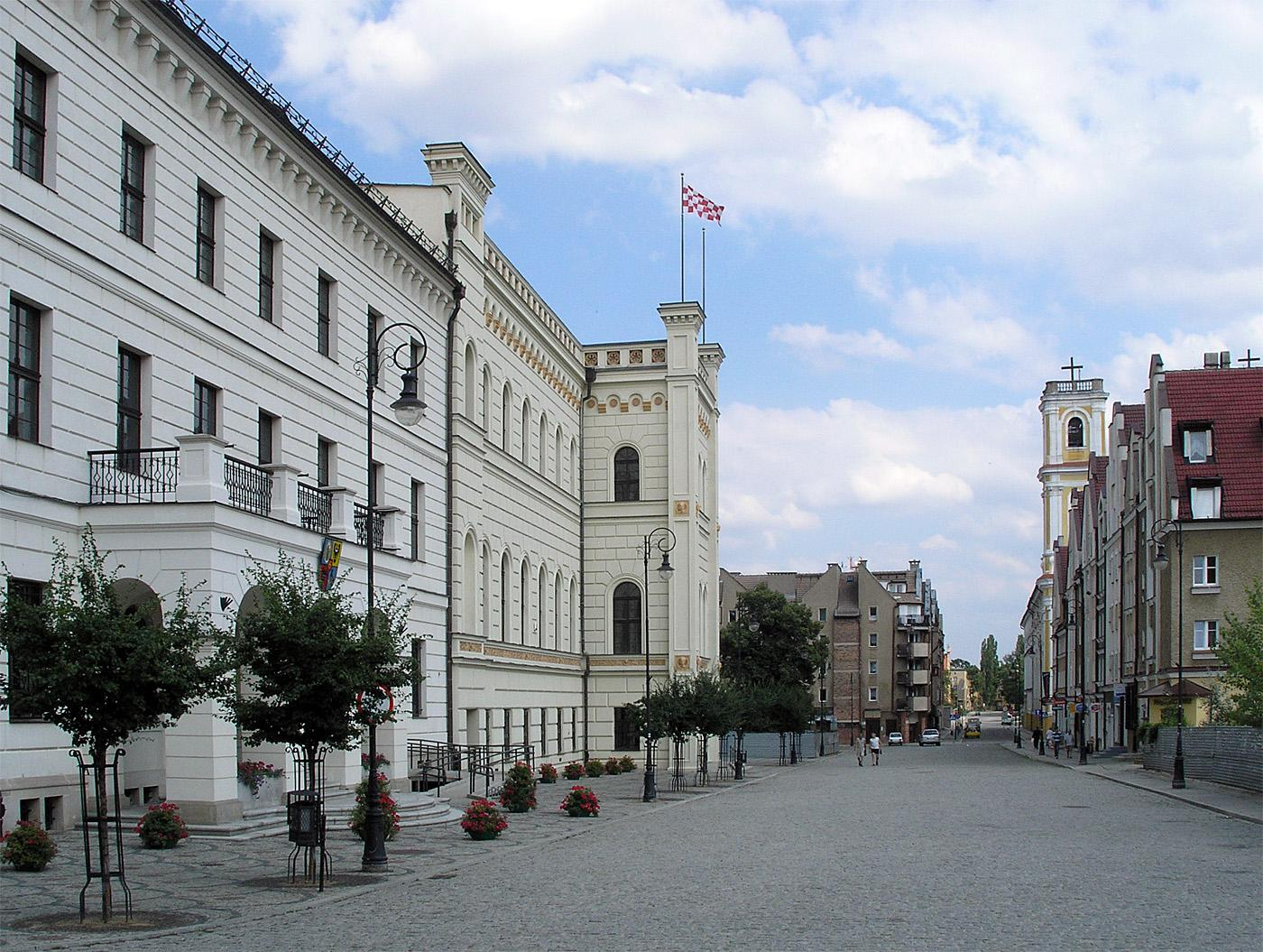
Głogów

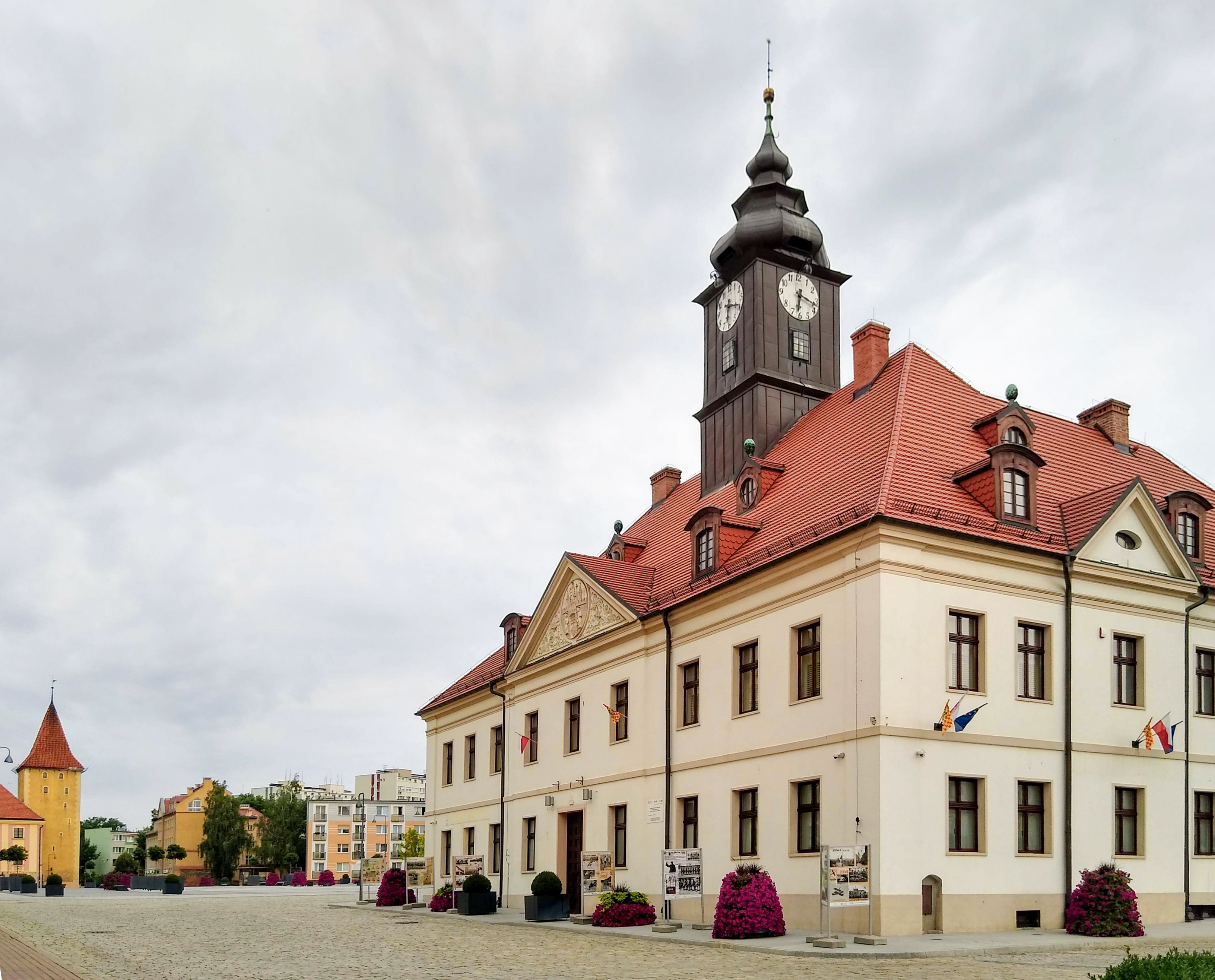
Lubin

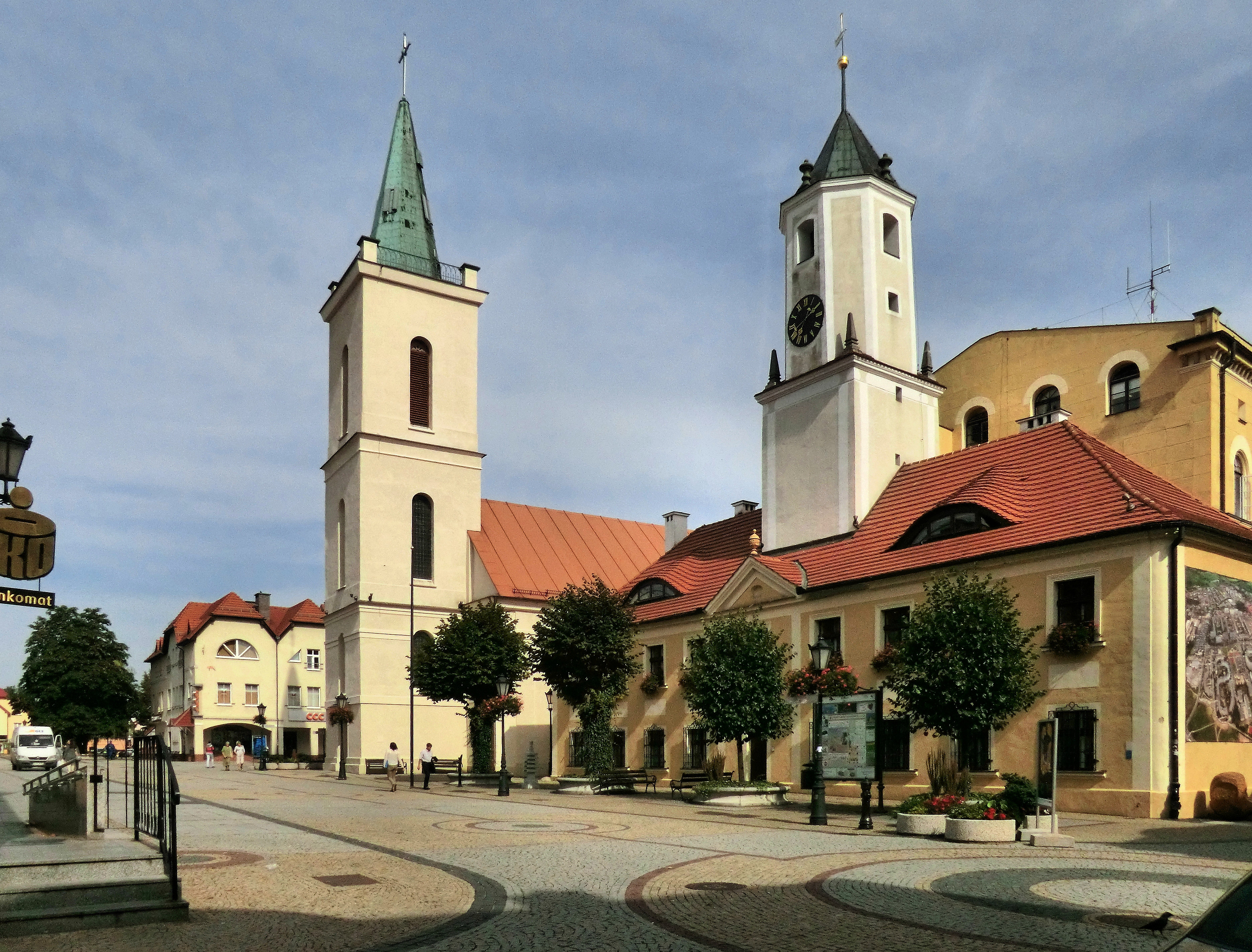
Polkowice

### Położenie
Legnicko-Głogowski Okręg Miedziowy znajduje się na Nizinie Śląskiej oraz Wzgórzach Dalkowskich, w północno-środkowej części województwa dolnośląskiego, w dorzeczach Odry i Kaczawy.
Do 1 stycznia 1999 pokrywał się w dużej mierze z obszarem ówczesnego województwa legnickiego. Gospodarczo oparty na eksploatacji złóż rud miedzi (górnictwo i hutnictwo) w zakładach Kombinatu Górniczo-Hutniczego Miedzi „Polska Miedź” SA.

### Podział administracyjny
Składa się z następujących miast: Legnicy, Lubina, Polkowic i Głogowa (miasta te, oddalone od siebie kolejno o ok. 20 km, niegdyś nazywane były czwórmiastem LGOM-u lub wręcz LeLuPolGłowem) oraz szeregu mniejszych miejscowości.
| Powiaty    | Ludność | Powierzchnia |
| ---------- | ------- | ------------ |
| Legnica    | 102 979 | 56,29 km²    |
| legnicki   | 54 744  | 744,6 km²    |
| lubiński   | 106 966 | 711,99 km²   |
| głogowski  | 90 249  | 443,06 km²   |
| polkowicki | 63 121  | 779,93 km²   |
| Razem      | 418 059 | 2735,87 km²  |

### Najważniejsze ośrodki LGOM
| Miasta    | Ludność | Powierzchnia |
| --------- | ------- | ------------ |
| Legnica   | 102 979 | 56,29 km²    |
| Lubin     | 75 357  | 40,68 km²    |
| Głogów    | 69 608  | 35,11 km²    |
| Polkowice | 22 777  | 23,74 km²    |
| Razem     | 270 721 | 140,87 km²   |

### Tabela odległości poszczególnych ośrodków LGOM
Liczone od centrum do centrum
| Miasta    | Głogów | Polkowice | Lubin | Legnica |
| --------- | ------ | --------- | ----- | ------- |
| Głogów    | x      | 22 km     | 38 km | 62 km   |
| Polkowice | 22 km  | x         | 16 km | 40 km   |
| Lubin     | 38 km  | 16 km     | x     | 25 km   |
| Legnica   | 62 km  | 40 km     | 25 km | x       |

## Gospodarka

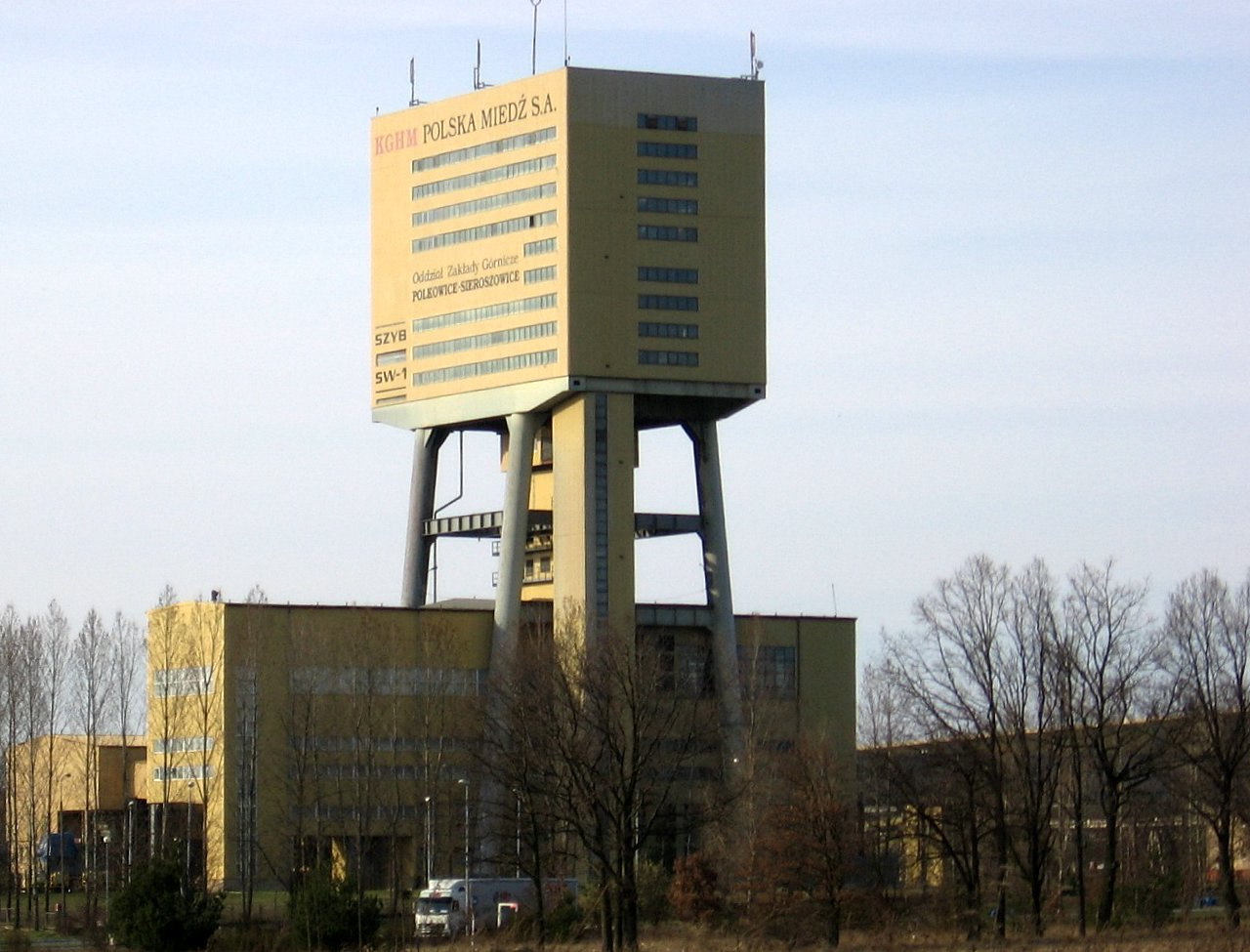
kopalnia Polkowice-Sieroszowice

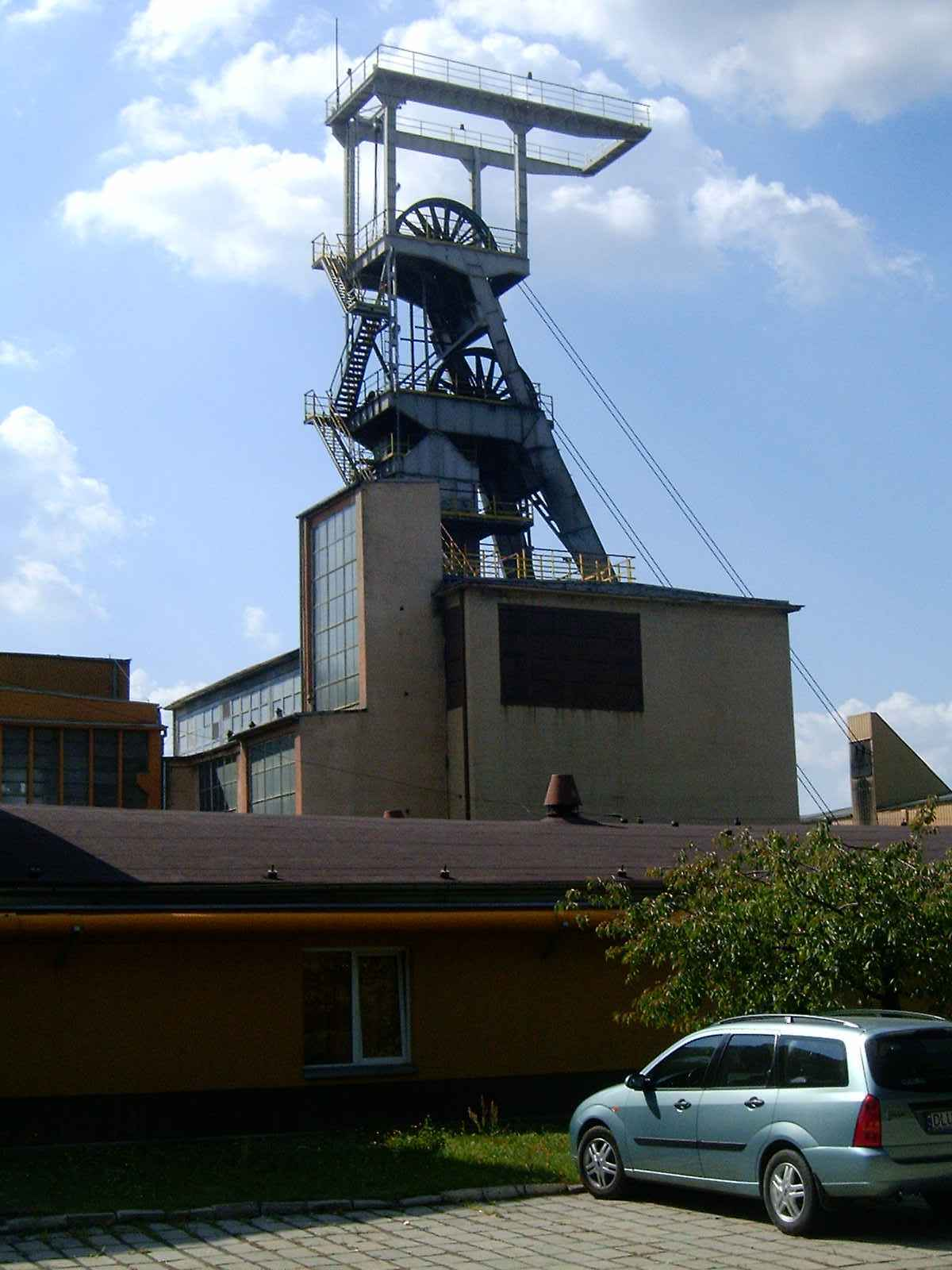
Szyb „Bolesław” Kopalni „Lubin” KGHM „Polska Miedź”

W 2007 roku powstał Legnicki Park Technologiczny, inwestorem jest KGHM, w Legnicy działa też największa w Polsce Specjalna Strefa Ekonomiczna – LSSE. Legnicka Specjalna Strefa Ekonomiczna posiada również podstrefy w Głogowie, Lubinie oraz Polkowicach.

### Górnictwo
Niskoprocentowe złoża miedzi (0,8-1,5%) występujące pomiędzy Bolesławcem a Złotoryją były eksploatowane przed 1945. Po II wojnie światowej wznowiono wydobycie w zatopionych przez Niemców kopalniach w Iwinach, Nowym Kościele i Wilkowie. Badania prowadzone przez Jana Wyżykowskiego doprowadziły do odkrycia w 1957 bogatych, ale głęboko położonych złóż miedzi zalegających pomiędzy Legnicą a Głogowem. LGOM zaczął się rozwijać od 1960: w 1968 uruchomiono kopalnie Lubin i Polkowice, w 1974 Rudna, po 1978 Sieroszowice.
Wydobycie rud miedzi odbywa się w następujących oddziałach wydobywczych KGHM:
- Oddział ZG "Lubin”
- Oddział ZG "Rudna”
- Oddział ZG "Polkowice-Sieroszowice”

W procesie wydobycia miedzi uczestniczą także:
- Oddział „Zakład Wzbogacania Rud”
- Oddział „Zakład Hydrotechniczny”

### Hutnictwo
Na sektor hutniczy w LGOM składają się następujące oddziały KGHM:
- Huta Miedzi „Legnica” w Legnicy
- Huta Miedzi „Głogów” w Głogowie
- Huta Miedzi „Cedynia” w Orsku

### Energetyka
Przy hutach miedzi w Legnicy i Głogowie działają elektrociepłownie. W powiecie głogowskim w gminie Żukowice nieopodal Huty Miedzi „Głogów” powstała farma wiatrowa zasilana przez 11 wiatraków.

### Handel
Dużym zainteresowaniem w regionie cieszy się giełda w Lubinie i Legnicy oraz targowisko w Głogowie. Na terenie LGOM w ostatnich latach rozwinął się handel wielkopowierzchniowy, najwięcej sklepów wybudowało się w Legnicy, Lubinie i Głogowie. Dodatkowo handel dopełniają centra handlowe zlokalizowane w Legnicy (Galeria Piastów), Lubinie (Cuprum Arena), Głogowie (Galeria Glogovia) oraz liczne parki handlowe.

## Transport

### Transport drogowy
Drogi krajowe
- autostrada A4 (Legnica)
- droga ekspresowa S3 (Legnica, Lubin, Polkowice, Głogów)
- droga krajowa nr 12 (Głogów)
- droga krajowa nr 36 (Lubin, Ścinawa)
- droga krajowa nr 94 (Legnica)

Główne inwestycje drogowe
- północno-zachodnia obwodnica Głogowa wraz z drugim mostem na Odrze
- zachodnia obwodnica Lubina
- obwodnica południowo-wschodnia Legnicy
- Zbiorcza Droga Południowa w Legnicy

#### Publiczny transport zbiorowy
Komunikacja miejska:

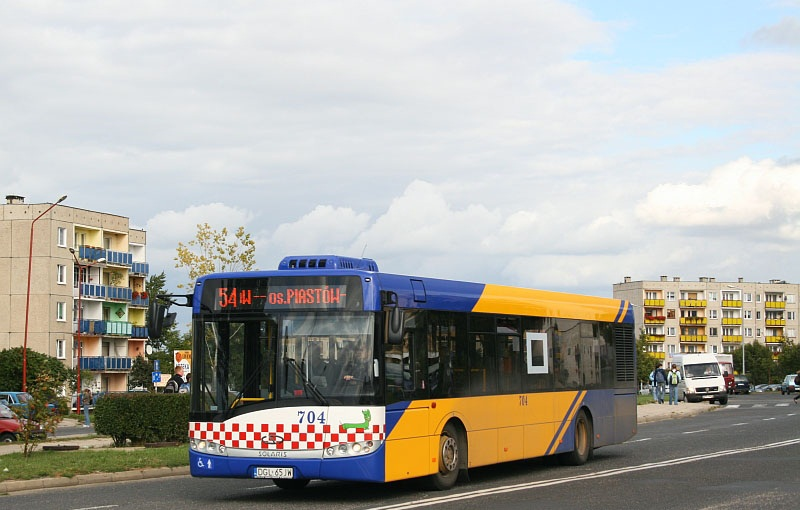
Autobus KM Głogów

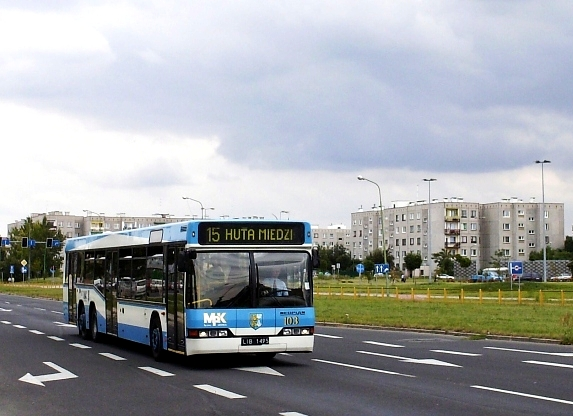
Autobus MPK Legnica

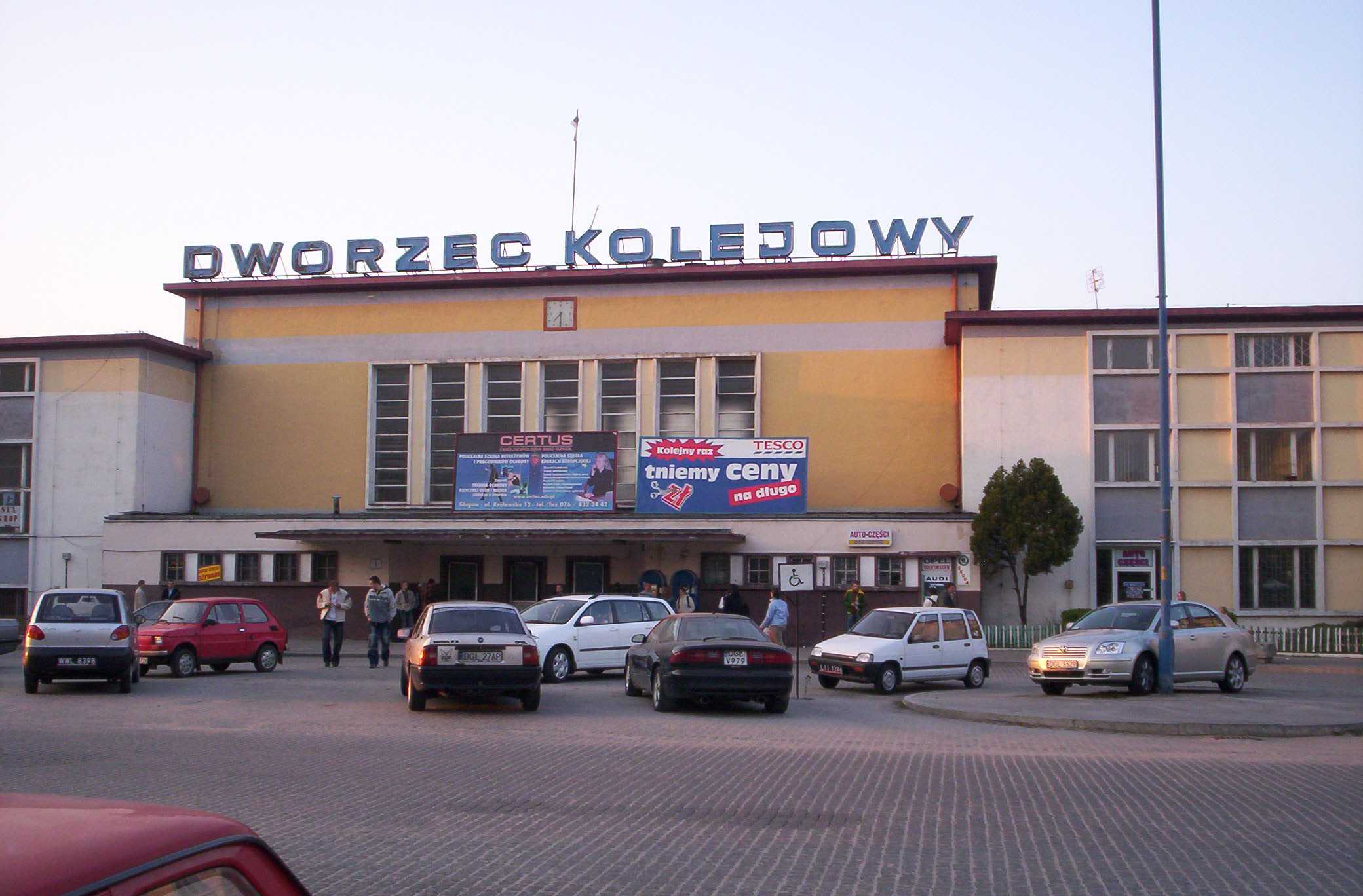
Główny dworzec PKP na terenie Głogowa

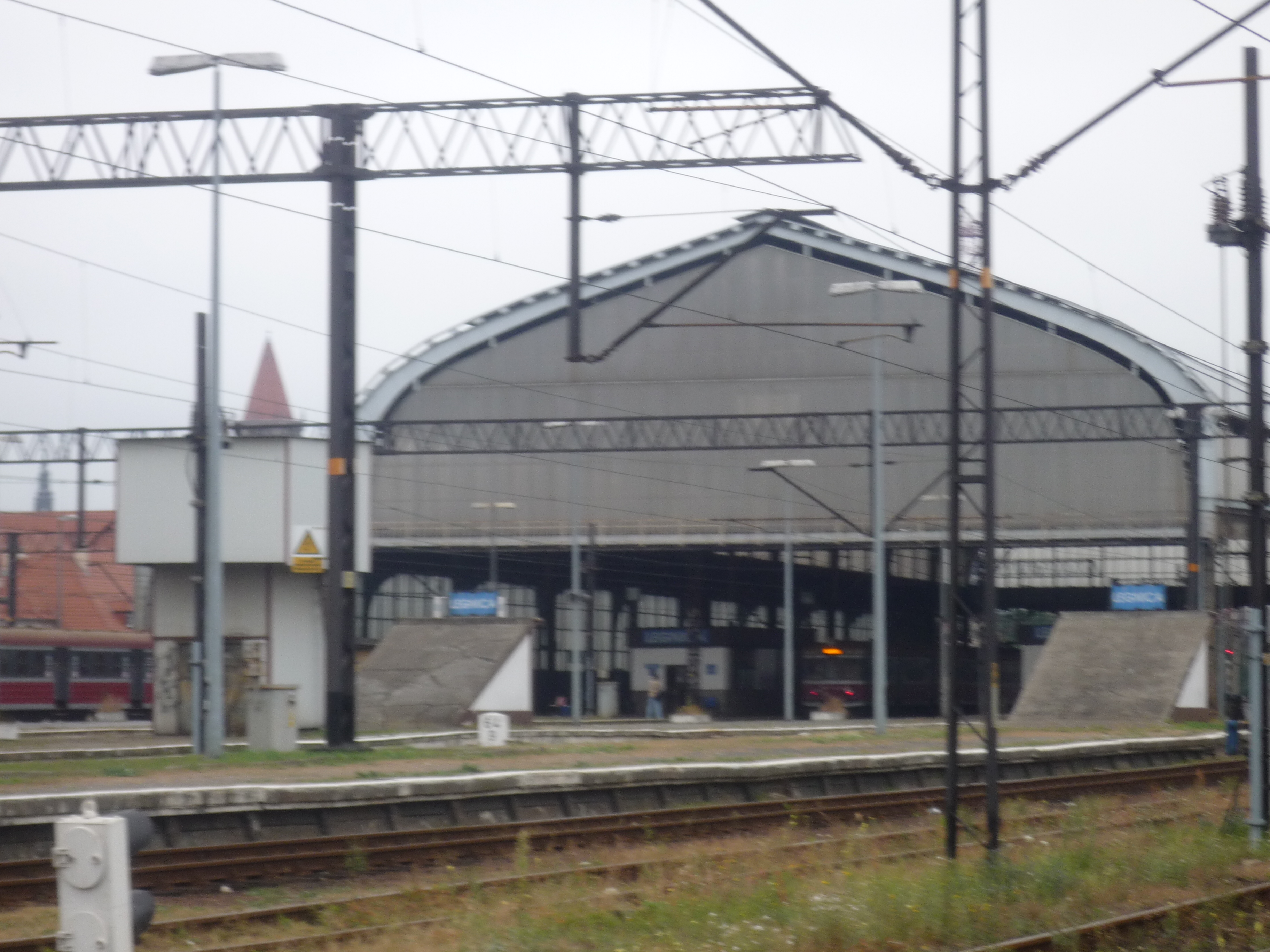
Wjazd na dworzec PKP Legnica

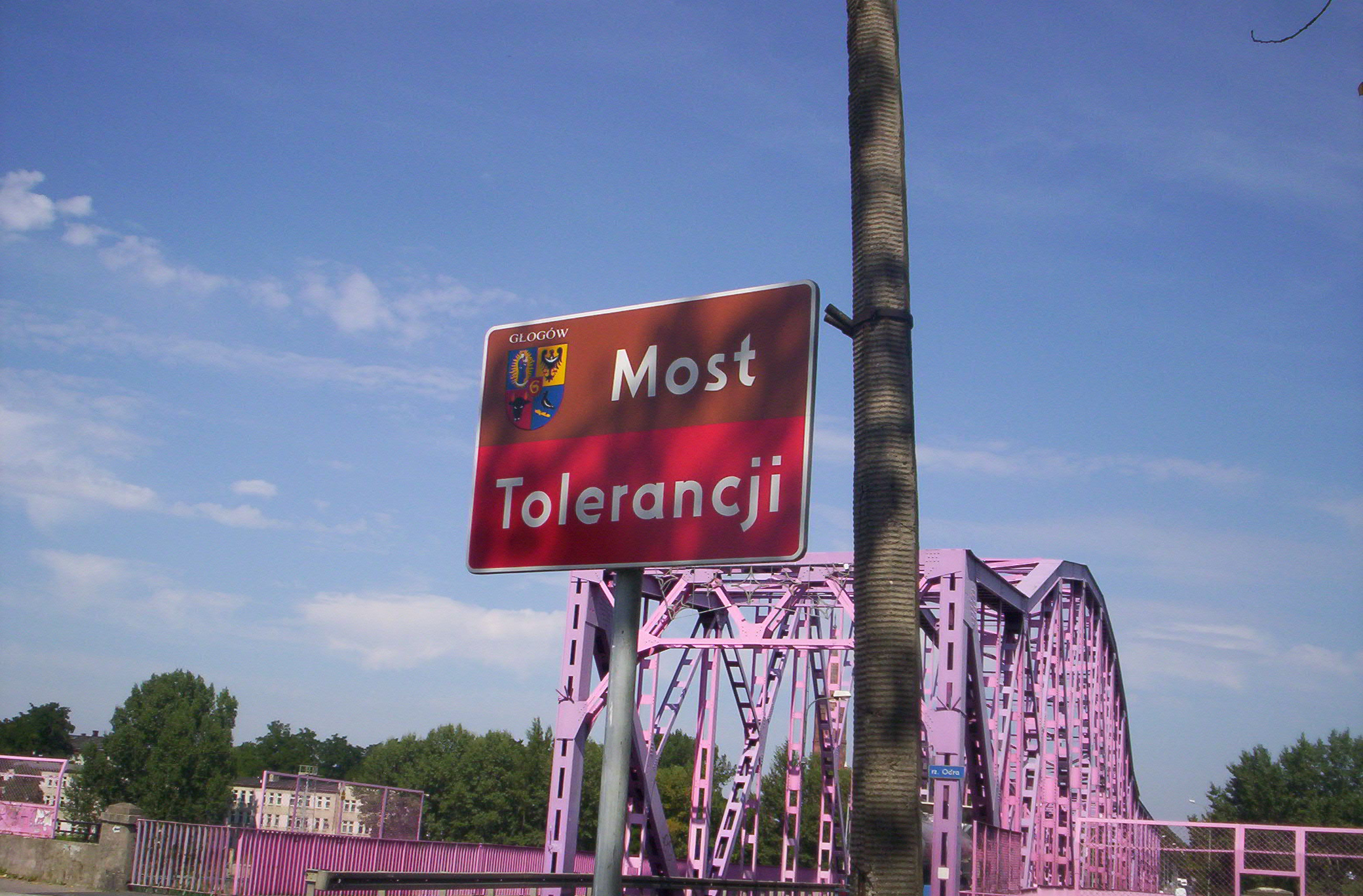
Most Tolerancji – część DK12 nad Odrą w Głogowie

- W Legnicy komunikację miejską obsługuje Miejskie Przedsiębiorstwo Komunikacyjne.

- W Głogowie transportem miejskim zajmuje się spółka „Komunikacja Miejska”, która oddelegowuje codziennie ponad 30 autobusów. Spółka obsługuje 12 linii, w tym 4 podmiejskie (linia: 2, 4, 5 i 11 kursująca m.in. do Jaczowa, Jerzmanowej, Smardzowa, Kurowic, Modłej, Łagoszowa, Szczyglic) we współpracy z gminami ościennymi.

- W Lubinie obsługą komunikacji miejskiej zajmuje się miejscowe Przedsiębiorstwo PKS, które do obsługi tras wewnątrz miasta oddelegowuje codziennie ponad 30 pojazdów. Obsługują one 17 tras, z czego jedna jest linią sezonową, a sześć liniami podmiejskimi (do Chróstnika, Czerńca, Dąbrowy Górnej, Goli, Gorzycy, Kłopotowa, Księginic, Krzeczyna Wielkiego, Krzeczyna Małego, przysiółku Łazek, Miroszowic, Niemstowa, Obory, Osieka, Owczar, Składowic, Szklar Górnych, Siedlec, Krzeczyna Małego, Kłopotowa, i Ustronia). Przejazdy autobusami są bezpłatne.

- W Polkowicach komunikacja miejska to trzy autobusy, które obsługuje PGMiKM w Polkowicach. Kursują z osiedla Polanka do Polkowic Dolnych i z powrotem, kilkanaście razy dziennie, przez całe miasto. Dodatkowo uruchamiane są kursy na LSSE i ZWR Polkowice Główne oraz do okolicznych wiosek: Biedrzychowej, Jędrzychowa, Sobina, Trzebcza, Guzic, Żukowa, Komornik, Tarnówka, Dąbrowy, Pieszkowic, Żelaznego Mostu, Moskorzyna, Kaźmierzowa i Suchej Górnej.

Wyżej wymienione przedsiębiorstwa zajmują się obsługą linii komunikacji miejskiej od połowy lat 90, z wyjątkiem Polkowic, gdzie komunikacja działa od 18 września 2008 roku. Do 1994 r. w Lubinie, 1995 r. w Głogowie i 1996 r. w Legnicy wykonywaniem przewozów w ramach gminnego transportu zbiorowego oraz realizacji połączeń między miastami LGOM zajmowało się WPK Legnica.
Komunikacja lokalna
W Lubinie i Głogowie działają Przedsiębiorstwa PKS prowadzące połączenia po głównych szlakach komunikacyjnych LGOM. Sieć połączeń PKS uzupełniają liczni przewoźnicy międzymiastowi, dysponujących z reguły 19-20 osobowymi mikrobusami.
Komunikacja pracownicza KGHM
Na potrzeby dowozu pracowników KGHM do pracy, funkcjonuje komunikacja specjalna Kombinatu, obsługiwana przez powstałą w 1997 r. z przekształcenia Zakładu Transportu spółkę Pol-Miedź Trans. Autobusy oznaczone logiem spółki i stosownym numerem linii (z prefiksem: K – kopalnie, HMC – Huta Miedzi „Cedynia”, HUTA – Huta Miedzi „Głogów”) rozwożą pracowników „Polskiej Miedzi” na ok. 200 regularnych trasach. Połączenia komunikacji KGHM, choć niedostępne dla osób niezatrudnionych w holdingu, posiadają własne rozkłady jazdy, sieć przystanków i dworców (największe w Lubinie i Rudnej), regulamin przewozu oraz system biletowy.

### Kolej
Ważniejsze dworce kolejowe znajdują się w Legnicy, Głogowie i Ścinawie. Średnicowa linia łącząca Legnicę i Lubin z Głogowem została zawieszona dla ruchu pasażerskiego w roku 2004, następnie 9 grudnia 2007 r. reaktywowana na odcinku Legnica-Lubin Górniczy. Dodatkowo Legnica została siedzibą spółki Koleje Dolnośląskie S.A. Połączenie Legnicy z Lubinem zostało przywrócone po zakończeniu pierwszej części modernizacji linii kolejowej nr 289 w czerwcu 2019 r. Reaktywacji towarzyszyły liczne, głośne protesty mieszkańców Raszówki i pozostałych, położonych przy linii wsi, w których mimo wyremontowania peronów i całej infrastruktury pasażerskiej, Koleje Dolnośląskie bezpodstawnie nie wprowadziły rozkładowych postojów pociągów. Po kilkunastu dniach, pod naporem mediów i lokalnej społeczności, zmodyfikowano rozkład, umożliwiając tym samym korzystanie z wygodnego transportu kolejowego także mieszkańcom mniejszych skupisk ludności. W grudniu 2019 r. pociągi wróciły na całą trasę łączącą trzy największe ośrodki miejskie LGOM-u - Legnicę, Lubin i Głogów. Dzięki podniesieniu prędkości do 120 km/h, regionalne składy Kolei Dolnośląskich pokonują ją w czasie od 41 do 59 minut. Obecnie (w rozkładzie jazdy 2019/2020) mieszkańcy Głogowa mają do dyspozycji 8 par połączeń z Lubinem i Legnicą, z których od 6 do 7 dociera bezpośrednio do Wrocławia. Natomiast mieszkańcy Lubina mogą cieszyć się 14 parami regionalnych połączeń z Legnicą, z których 12 dociera do stolicy województwa. Wśród tych pociągów można wyróżnić 4 połączenia osobowe przyspieszone, o nawiązujących do regionu nazwach "Malachit", "Bornit", "Cuprum" oraz "Jan Wyżykowski". Od zakończenia modernizacji na średnicowej linii LGOM-u można podróżować także pociągami dalekobieżnymi uruchamianymi przez PKP Intercity, łączącymi miasta aglomeracji ze Świnoujściem, Szczecinem, Zieloną Górą, Wrocławiem, Opolem, Katowicami, Bielskiem-Białą, Krakowem, Kielcami czy też Lublinem. Dodatkowo, na trasę przez Lubin i Legnicę został skierowany międzynarodowy pociąg IC "Nightjet"/EN "Metropol" co pozwoliło z rana na wygodne dotarcie do Berlina oraz na nocną podróż do Wiednia, Bratysławy i Budapesztu.

### Lotnictwo
Lubin posiada sportowy port lotniczy Aeroklubu. Lotnisko to posiada pas (1000m x 30m) o utwardzonej nawierzchni, a także oświetlenie pasa startowego. Dzięki odprawie celnej są możliwe odloty do sąsiednich krajów. Z lotniska korzystają wszystkie większe firmy LGOM-u (m.in. KGHM, NG2 oraz Volkswagen).